# Palau dels Esports (Mèxic)

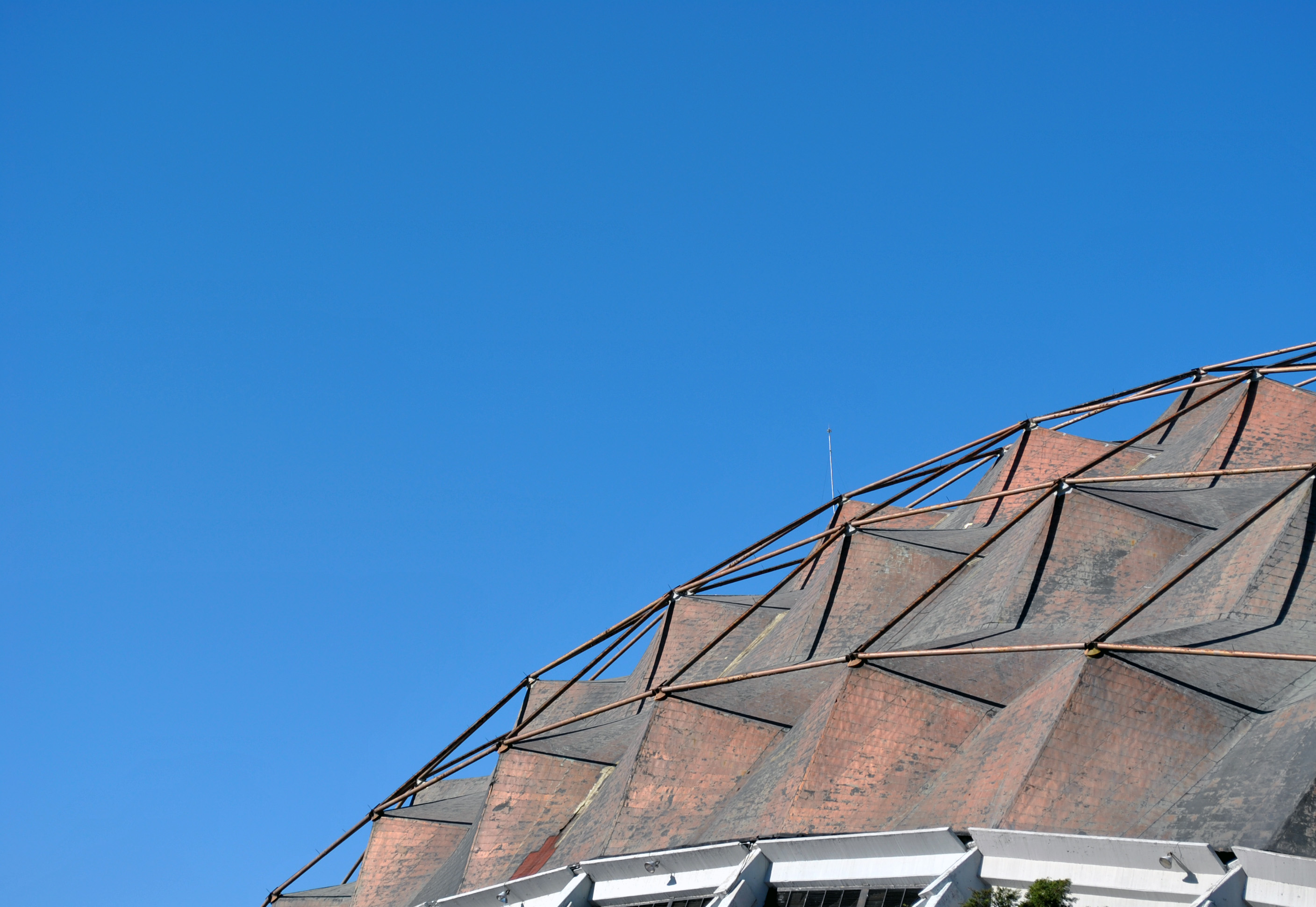
Detall de l'estructura del palau.

El Palau dels Esports (Palacio de los Deportes en castellà), també conegut com el Palau dels Esports Juan Escutia, és un recinte esportiu i d'espectacles que forma part del complex esportiu de la Magdalena Mixihuca de la ciutat de Mèxic al costat del Foro Sol. Es troba en el subdistricte (delegació en castellà) d'Iztacalco. És gestionat pel Grupo CIE.
La construcció del recinte començà el 1966 en preparació per als Jocs Olímpics d'Estiu de 1968 de la ciutat de Mèxic. Fou un projecte dels arquitectes Félix Candela Outeriño, Antonio Peyrí Maciá i Enrique Castañeda Tamborell. La seva forma geodèsica i la seva coberta de coure són les característiques més distintives de l'obra. Fou anomenat el "Palau dels Mil Sols" atesa la seva forma múltiple que reflecteix la llum solar. Inicià les seves activitats formalment el 8 d'octubre de 1968 amb la presentació del Ballet del Segle XX de Maurice Béjart.
A més de ser utilitzat com a recinte esportiu, també ha estat seu de diverses exposicions empresarials i culturals, entre les quals, concerts de música. Té una capacitat aproximada per a 20.000 persones o 26.000 en concerts.